# عقیربه
عقیربه (به عربی: عقیربة) یک روستا در سوریه است که در ناحیه جب رمله واقع شده‌است. عقیربه ۱٬۵۱۵ نفر جمعیت دارد.